# Economia do Líbano
A economia do Líbano é classificada como uma economia em desenvolvimento, de renda média-baixa. O PIB nominal foi estimado em US$ 24,02 bilhões em 2023, com um PIB per capita de US$ 2.500. Em 2018, os gastos do governo totalizaram US$ 11,356 bilhões, ou 59,7% do PIB. Enfrenta uma crise multidimensional de grande escala desde 2019, incluindo um colapso bancário, uma crise de liquidez e uma dívida soberana.
Após a guerra de 34 dias em 2006, a economia libanesa experimentou uma expansão significativa, com crescimento médio de 9,1% entre 2007 e 2010. A partir de 2011, a economia foi afetada pela guerra civil síria, com um crescimento médio anual de 1,7% entre 2011 e 2016 e 1,5% em 2017. Em 2018, o tamanho do PIB foi estimado em US$ 54,1 bilhões. Entre 2019 e 2021, a economia encolheu 53,4%, a maior contração entre 193 países.
O Líbano é o terceiro país mais endividado do mundo em termos de Índice da dívida em relação ao PIB [en]. Como consequência, os pagamentos de juros consumiram 48% das receitas do governo nacional em 2016, limitando a capacidade do governo de realizar os investimentos necessários em infraestrutura e outros bens públicos.
A economia libanesa é voltada para os serviços. O Líbano tem uma forte tradição de laissez-faire, com a constituição do país declarando que "o sistema econômico é livre e garante a iniciativa privada e o direito à propriedade privada". Os principais setores econômicos incluem produtos metálicos, bancos, agricultura, produtos químicos e equipamentos de transporte. Os setores em crescimento incluem bancos e turismo. Não há restrições ao câmbio estrangeiro ou à movimentação de capitais.

## História
A Guerra Civil Libanesa de 1975-1990 causou danos significativos à infraestrutura econômica do Líbano, resultando na redução da produção nacional pela metade e afetando a posição do país como um entreposto e centro bancário do Oriente Médio. Após a guerra, o governo central recuperou sua capacidade de cobrar impostos e controlar as principais instalações portuárias e governamentais. Como resultado, o PIB per capita cresceu 353% na década de 1990. A recuperação econômica foi impulsionada por um sistema bancário financeiramente sólido e por fabricantes de pequeno e médio porte resilientes, com remessas familiares, serviços bancários, exportações de produtos manufaturados e agrícolas, e ajuda internacional como principais fontes de divisas. A economia libanesa obteve ganhos significativos desde o lançamento do programa de reconstrução “Horizon 2000”, de US$ 20 bilhões, em 1993. O PIB real cresceu 8% em 1994 e 7% em 1995, antes de a Operação Vinhas da Ira de Israel, em abril de 1996, reduzir a atividade econômica. O PIB real cresceu a uma taxa anual média inferior a 3% em 1997 e 1998 e apenas 1% em 1999. Entre 1992 e 1998, a inflação anual caiu de mais de 100% para 5%, e as reservas cambiais aumentaram de US$ 1,4 bilhão para mais de US$ 6 bilhões. As crescentes entradas de capital geraram superávits de pagamentos externos e a libra libanesa permaneceu relativamente estável. Houve também progresso na reconstrução da infraestrutura física e financeira do Líbano, devastada pela guerra. A Solidere, uma empresa de US$ 2 bilhões, gerenciou a reconstrução do distrito comercial central de Beirute; o mercado de ações foi reaberto em janeiro de 1996, e os bancos e seguradoras internacionais retornaram. No entanto, o governo enfrentou desafios significativos na área econômica. Para financiar a reconstrução, o governo utilizou as reservas de moeda estrangeira e aumentou os empréstimos. A redução do déficit orçamentário do governo tornou-se uma das principais metas do governo atual. A disparidade entre ricos e pobres aumentou na década de 1990, gerando insatisfação popular com a distribuição desigual dos benefícios da reconstrução e levando o governo a mudar seu foco da reconstrução da infraestrutura para a melhoria das condições de vida.
Após o fim da guerra civil, o Líbano desfrutou de considerável estabilidade, com a reconstrução de Beirute quase concluída, e um número crescente de turistas passou a frequentar os resorts do país. A economia testemunhou crescimento, com os ativos bancários atingindo mais de US$ 75 bilhões e a capitalização de mercado também alcançando um recorde histórico, estimado em US$ 10,9 bilhões no final do segundo trimestre de 2006. A guerra de 2006, que durou um mês, prejudicou gravemente a economia do Líbano, especialmente o setor de turismo. Em 2008, o Líbano reconstruiu sua infraestrutura, principalmente nos setores imobiliário e de turismo, resultando em uma economia pós-guerra relativamente robusta. Os principais contribuintes para a reconstrução do Líbano foram a Arábia Saudita (com US$ 1,5 bilhão prometido), a União Europeia (com cerca de US$ 1 bilhão) e alguns outros países do Golfo Pérsico, com contribuições de até US$ 800 milhões.
Devido às frequentes turbulências de segurança, o sistema bancário libanês adotou uma abordagem conservadora, com regulamentações rigorosas impostas pelo banco central para proteger a economia da instabilidade política. Essas regulamentações ajudaram os bancos libaneses a se manterem ilesos durante a crise financeira de 2007-2008. No final de 2008, a Moody's alterou a classificação soberana do Líbano de estável para positiva, reconhecendo sua segurança financeira. Além disso, com um aumento de 51% no mercado de ações de Beirute, o provedor de índices MSCI [en] classificou o Líbano como o país com o melhor desempenho do mundo em 2008. O Líbano foi um dos sete únicos países no mundo onde o valor do mercado de ações aumentou em 2008. A economia libanesa continuou a ser resiliente, crescendo 8,5% em 2008, 7% em 2009 e 8,8% em 2010. Contudo, o índice de dívida do Líbano em relação ao PIB continuou sendo um dos mais altos do mundo.
A Guerra Civil Síria teve um impacto significativo na situação econômica e financeira do Líbano. A pressão demográfica imposta pelos refugiados sírios levou à concorrência no mercado de trabalho. Como consequência direta, o desemprego dobrou em três anos, alcançando 20% em 2014. Também foi registrada uma perda de 14% nos salários dos trabalhadores menos qualificados. As restrições financeiras também foram sentidas: a taxa de pobreza aumentou, com 170.000 libaneses caindo abaixo do limiar da pobreza. Entre 2012 e 2014, os gastos públicos aumentaram em US$ 1 bilhão e as perdas chegaram a US$ 7,5 bilhões. As despesas relacionadas apenas aos refugiados sírios foram estimadas pelo Banco Central do Líbano em US$ 4,5 bilhões por ano.
O Fundo Monetário Internacional (FMI) emitiu um segundo relatório sobre o Líbano em outubro de 2015, no qual suas expectativas de crescimento econômico foram reduzidas para 2%, em comparação com a taxa de crescimento de 2,5% mencionada no primeiro relatório, divulgado em abril de 2015.
Em outubro de 2019, o Líbano foi palco de protestos nacionais devido à deterioração das condições econômicas do país. Milhares de manifestantes tomaram as ruas do centro de Beirute, exigindo a renúncia do governo do primeiro-ministro Saad Al-Hariri devido à “incapacidade total de interromper a deterioração das condições econômicas e de vida no país”. Os protestos começaram após o governo anunciar a cobrança de 20 centavos de dólar por dia para o uso de Voz sobre IP (VoIP) em aplicativos de mídia social, como WhatsApp, Facebook e outros.
O Líbano possui um elevado nível de dívida pública e grandes necessidades de financiamento externo. Em 2010, a dívida pública ultrapassou 150,7% do PIB, colocando o país em quarto lugar no mundo em termos de porcentagem do PIB, embora tenha diminuído de 154,8% em 2009. No final de 2008, o ministro das finanças, Mohamad Chatah [en], afirmou que a dívida chegaria a US$ 47 bilhões naquele ano e aumentaria para US$ 49 bilhões caso a privatização de duas empresas de telecomunicações não fosse realizada. O The Daily Star [en] escreveu que os níveis elevados da dívida “desaceleraram a economia e reduziram os gastos do governo com projetos essenciais de desenvolvimento”.
No início de 2020, o banco central (BdL) não cumpriu suas obrigações com a dívida soberana de US$ 90 bilhões, e o governo precisou recorrer ao FMI para cobrir um déficit de US$ 50 bilhões.
Em 4 de agosto de 2020, uma explosão de 2.750 toneladas de nitrato de amônio em um armazém no porto de Beirute causou a destruição do "único grande silo de grãos" do país, além de mais de 200 mortes e vários quilômetros quadrados de edifícios destruídos no centro da cidade. Em 9 de agosto, o presidente da França, Emmanuel Macron, anunciou mais de 250 milhões de euros em contribuições globais para a ajuda humanitária. Em 10 de agosto, o governo de Hassan Diab renunciou. No dia anterior, a diretora do FMI, Kristalina Georgieva, estabeleceu quatro condições para a cooperação com sua organização:
1. Restaurar a solvência financeira do estado;
2. Reduzir as perdas das empresas estatais;
3. Aprovar uma lei para regular as saídas de capital;
4. Criar uma rede de segurança social.

Em 14 de agosto, o Escritório das Nações Unidas para a Coordenação de Assuntos Humanitários (UNOCHA) lançou um apelo de US$ 565 milhões para doações de ajuda às vítimas das explosões. O esforço da ONU deveria se concentrar em: refeições, primeiros socorros, abrigos e reparação de escolas. Parte do dinheiro arrecadado por Macron seria utilizado pela UNOCHA.

### Crise econômica de 2019 até o presente
De acordo com um relatório do Banco Mundial, a economia do Líbano, que já enfrentava tensões estruturais antes do choque sírio, sofreu um impacto significativo devido à crise síria, que resultou na chegada de cerca de 1,5 milhão de refugiados sírios ao país. A taxa de crescimento do PIB caiu cerca de 1% em 2018. Em agosto de 2019, a taxa de câmbio paralela do dólar americano começou a divergir da taxa de câmbio oficial; a taxa oficial do dólar americano foi de £L 1.507,5 desde 1997, enquanto a taxa paralela era de £L 1.600 no outono de 2019, e aumentaria para cerca de £L 4.200 em maio de 2020. A taxa de câmbio paralela do USD subiu devido à escassez de dólares no Líbano. Em uma tentativa de reduzir o preço do dólar, o banco central fez um acordo com os trocadores licenciados para oferecer as taxas oficiais entre £L3.860 e £L3.910. No entanto, apesar dos esforços do banco central, em 23 de junho de 2020, o dólar no mercado negro atingiu a impressionante taxa de £L6.075, desvalorizando a libra libanesa em 75%. Essa escassez de dólares também levou ao fechamento de 785 restaurantes e cafés entre setembro de 2019 e fevereiro de 2020, resultando na perda de empregos de 25.000 funcionários. Essa crise econômica fez com que o PIB do Líbano caísse para cerca de US$ 44 bilhões, comparado aos US$ 55 bilhões do ano anterior. A situação se agravou ainda mais com a pandemia da COVID-19, que afetou a economia libanesa. Em 2020, o país entrou em default pela primeira vez, com US$ 30 bilhões em títulos, e tentou buscar ajuda do FMI, mas as negociações não se concretizaram.
A crise de liquidez também resultou em restrições aos saques de contas bancárias em dólares americanos. Os depositantes precisavam preservar o valor de suas economias, especialmente após notícias na imprensa sobre possíveis cortes de cabelo e reestruturação do setor bancário. Por exemplo, as receitas das vendas de terrenos da maior incorporadora imobiliária, a empresa  Solidere [en], subiram de quase US$ 1,3 milhão para US$ 234,5 milhões. Além disso, os depositantes começaram a comprar ações da Solidere, o que resultou em um aumento de 500% no preço de suas ações entre o início da crise de liquidez e abril de 2021.
A já fragilizada economia do Líbano sofreu um novo golpe com a explosão no porto de Beirute em 4 de agosto de 2020. Economistas afirmaram que as explosões poderiam levar a uma contração do PIB de Beirute em cerca de 20-25% no ano. Esse número superou a última previsão do FMI, que indicava uma queda de 12% no PIB, devido à crise econômica e política contínua no Líbano.
Em março de 2021, o Líbano aprovou um pacote de assistência emergencial do Banco Mundial no valor de US$ 246 milhões para apoiar famílias em dificuldades, fortalecer a segurança social e tentar enfrentar a crise econômica. Já em 16 de março, quando a libra libanesa subiu no mercado negro de £13.000 para £15.000 em relação ao dólar americano, manifestantes saíram às ruas, supermercados fecharam e padarias ameaçaram suspender suas atividades.
Após a reunião entre o presidente Michel Aoun e o primeiro-ministro indicado Saad Hariri em 18 de março, a libra libanesa caiu de £15.000 para £12.500 no mercado negro. A partir de 2023, o Líbano é considerado por alguns como um estado falido, enfrentando pobreza crônica, má administração econômica e colapso bancário.

### Causas

#### Dívida externa
Após a guerra civil, o governo libanês recorreu a empréstimos maciços para financiar sua reestruturação pós-guerra. O crescimento anual da dívida bruta entre 1993 e 1995 foi de 123%, e entre 1995 e 2000 foi de 171%. Entre 2005 e 2018, o crescimento anual da dívida foi, em média, de 22%. Em comparação, a taxa de crescimento do PIB no mesmo período foi de um dígito, com exceção de 2009. Essa dívida elevada fez com que o Líbano gastasse uma grande parte de suas receitas no serviço da dívida; em média, cerca de 45% das receitas do governo são destinadas ao pagamento de juros. Em 1996, os pagamentos de juros representaram quase 68% do déficit orçamentário daquele ano. Com o acúmulo da dívida e o crescimento sendo muito baixo, a relação dívida/PIB do Líbano atingiu 178% até o final de 2019, tornando-o o terceiro país mais endividado, depois da Grécia e do Japão. Em 2020, Beirute entrou em default em um título externo [en] de US$ 1,2 bilhão, o primeiro default soberano de sua história. O país está atualmente em discussões com um grupo de credores sobre uma possível reestruturação de um Eurobônus inadimplente. Uma reestruturação bem-sucedida permitiria ao país acessar novamente os mercados de crédito externos.

#### Crise cambial
A moeda nacional do Líbano, a libra libanesa, está atrelada ao dólar americano a £15.000 por US$ 1. No entanto, essa taxa fixa tem se mostrado instável devido à depreciação do valor da libra no mercado negro. De acordo com relatos, a libra estava sendo negociada a £8.100 por US$ 1 em 2019 no mercado paralelo. As causas da depreciação da libra podem ser atribuídas à dependência da economia libanesa em relação às importações. Em 2018, o Líbano importou bens no valor de US$ 20 bilhões e exportou bens no valor de apenas US$ 3 bilhões. Esse déficit comercial também aumentou à medida que a participação das remessas, que era de cerca de 24% em 2008, caiu para quase 12% em 2018. Isso, combinado com as tensões geopolíticas na região, contribuiu para a queda da taxa de paridade entre a libra e o dólar. Como resposta, o banco central recorreu a mais empréstimos e emitiu uma diretriz exigindo que todos os escritórios de transferência de dinheiro descontassem as transferências na moeda local, o que agravou ainda mais a crise do dólar.

#### Corrupção e instabilidade política
Após uma explosão devastadora em Beirute, em 4 de agosto de 2020, que matou pelo menos 200 pessoas, o governo, liderado pelo primeiro-ministro Hassan Diab, anunciou sua renúncia. Em seu discurso, Diab afirmou que a corrupção estava disseminada no cenário político e administrativo do país; outras calamidades, escondidas em muitos lugares e armazéns, representam uma grande ameaça e são protegidas pela classe que controla o destino do país.
De acordo com os relatos, os problemas financeiros e a inação política causaram crescente raiva e frustração entre as pessoas, que começaram a protestar em outubro do ano anterior. Os manifestantes exigiram o fim da corrupção e a renúncia dos líderes políticos, incluindo o então primeiro-ministro Saad al-Hariri. Neste ano, o governo recém-formado sob o comando de Diab enfrentou as mesmas acusações de corrupção. Em novembro de 2019, o banco central do Líbano foi acusado de administrar um esquema Ponzi, pois dependia de novos empréstimos para pagar sua dívida. O banco negou as alegações, afirmando que suas ações estavam de acordo com o Código de Dinheiro e Crédito de 1963. Em meio à falência do sistema bancário, os bancos impuseram restrições informais aos saques em dólares e às transferências internacionais, o que provocou protestos em massa e violência policial. A pandemia interrompeu os protestos por algum tempo, mas a explosão do porto de Beirute levou novamente as pessoas às ruas, que, segundo relatos, perderam a fé na elite política. Algumas estimativas afirmam que metade da população do Líbano está vivendo perto ou abaixo da linha da pobreza [en], e milhares de pessoas perderam seus empregos. Houve cortes constantes de energia elétrica, e alguns moradores consideram os apagões piores do que os testemunhados durante a guerra civil de 1975-1990.

## Comércio

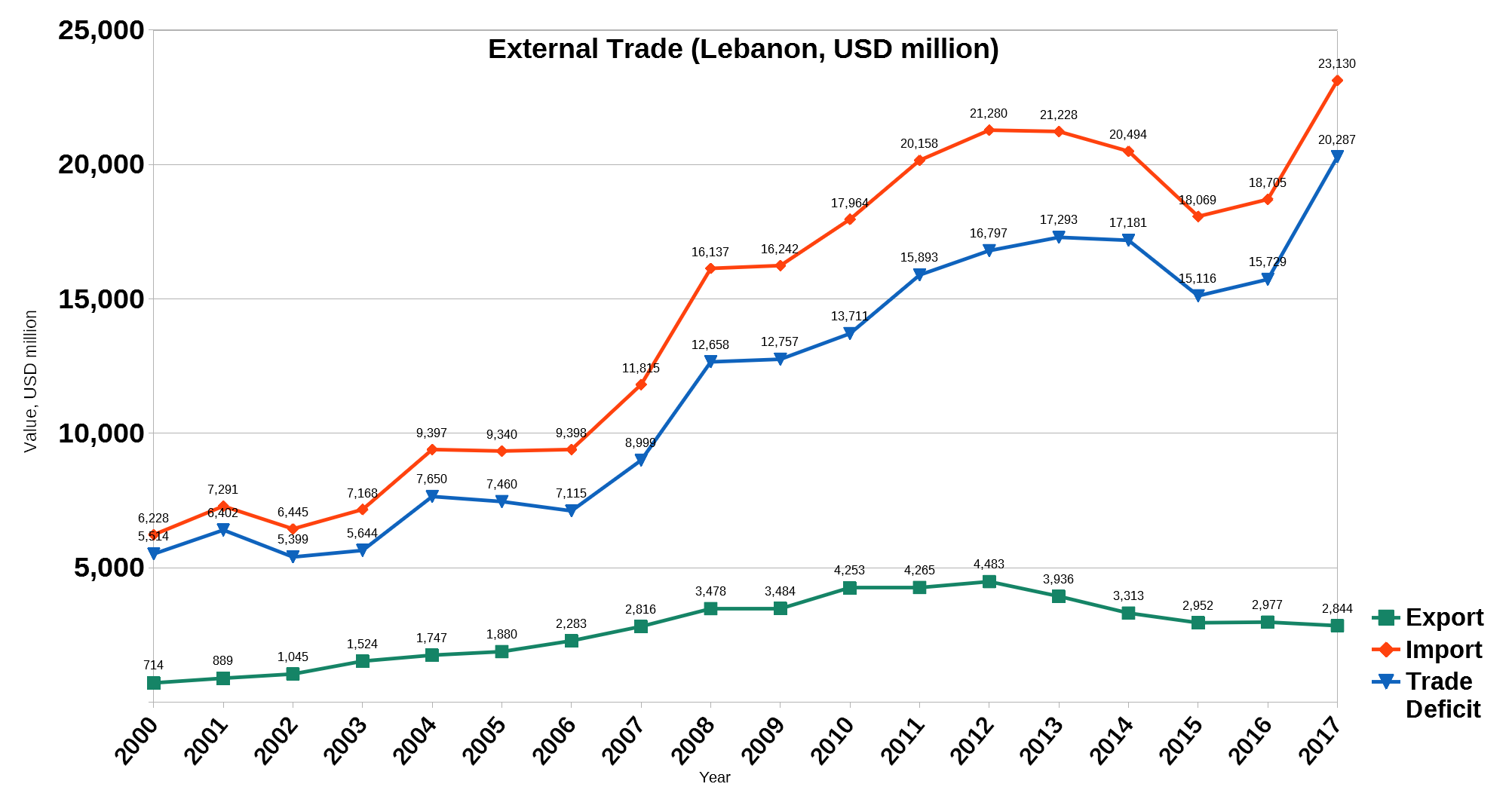
Comércio externo (USD, milhões).

A balança comercial do Líbano é estruturalmente negativa. Em 2022, o déficit comercial atingiu US$  15,638 bilhões. O país importou US$ 19,5 bilhões em bens e serviços, enquanto exportou US$ 3,862 bilhões.

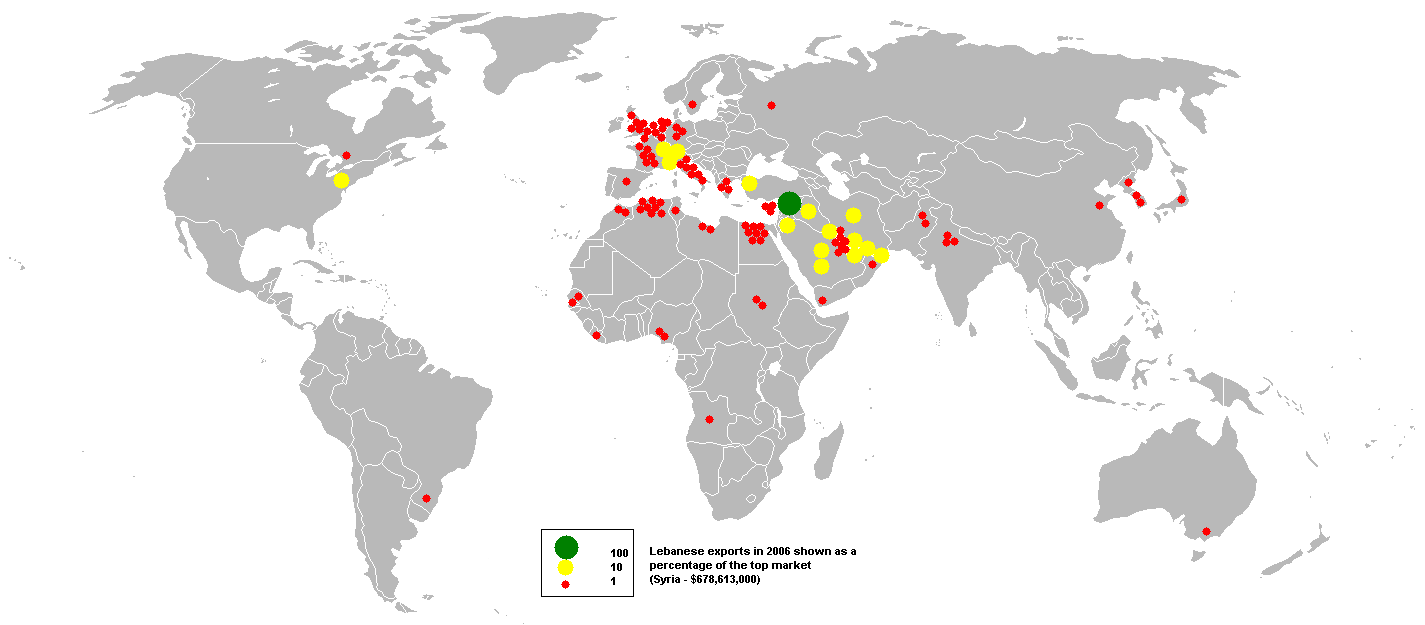
Exportações libanesas em 2006.

O Líbano possui um regime de mercado competitivo e livre, com uma forte tradição comercial de laissez-faire. A economia libanesa é voltada para os serviços, e os principais setores de crescimento incluem o setor bancário e o turismo. Não há restrições ao câmbio estrangeiro ou à movimentação de capital.

### Segurança alimentar
Os alimentos representaram 18% do valor em dólares das importações do Líbano em 2018, de acordo com as estatísticas do Banco Mundial. O trigo e o gado são dois itens dos quais o Líbano depende de importações. Cerca de 90% do trigo importado vem da Ucrânia e da Rússia. As reservas de trigo do Líbano são mantidas em silos no Porto de Beirute e cobrem cerca de três meses de consumo. Em 2019, a produção doméstica de trigo foi de 130.000 toneladas, enquanto as importações de trigo totalizaram 570.000 toneladas.

A segurança alimentar no Líbano é um tema debatido. Por um lado, administradores da UNESCWA [en], em maio de 2016, divulgaram que o país importa até 80% de suas necessidades alimentares. Por outro lado, informações nacionais indicam que o país é quase autossuficiente em alimentos:
De maneira geral, o Líbano é autossuficiente na produção de frutas e quase autossuficiente na produção de vegetais. Os índices de autossuficiência atingem 200% para bananas, frutas cítricas e maçãs. No entanto, o Líbano enfrenta um déficit significativo na produção de cereais, gado e laticínios. Antes da crise síria, o Líbano tinha um déficit na produção de cereais de cerca de 800 mil toneladas por ano. Metade da quantidade de cereais importados é de trigo mole. O Líbano implementa subsídios ao trigo por meio do Ministério da Economia e do Comércio [en] (MOET). A implementação desses subsídios é decidida anualmente pelo Conselho de Ministros. O MET também controla o preço do pão, com um preço fixado em US$ 1 por 900 gramas de pão libanês padrão. Através dessa política, o MET apoia padarias e moinhos, fornecendo farinha de trigo para reduzir os custos de produção e garantir que moinhos e padarias ainda obtenham uma margem de lucro sobre o pacote de pão padrão de 900 gramas.

## Corrupção
De acordo com a ONG Transparência Internacional, o Líbano ocupa a 138ª posição entre 180 países pesquisados no Índice de Percepção da Corrupção. Uma pesquisa realizada pela Transparência Internacional em 2016 indicou que 92% dos libaneses acreditavam que a corrupção havia aumentado naquele ano. Além disso, 67% dos entrevistados afirmaram que acreditavam que a maioria das elites políticas e econômicas era corrupta, e 76% indicaram que o governo não estava agindo adequadamente no combate à corrupção.
Em julho de 2020, Riad Salameh, governador do Banque du Liban [en] (o banco central do país) desde 1993, teve seus bens congelados e enfrentou uma audiência em outubro, acusado de desvio de ativos do banco central e má administração de fundos públicos.
O país, que já enfrentava dificuldades, foi atingido por uma enorme explosão em 4 de agosto de 2020. A explosão devastou o Porto de Beirute e destruiu muitas casas, deixando quase 300.000 pessoas desabrigadas. Esse evento levou à demolição do principal porto do país, utilizado para importar alimentos.

## Desigualdade
The top 1% of the richest adults receive approximately a quarter of the total national income, making Lebanon one of the most unequal countries in the world. The bottom 50% of the population is left with just 10% of the total national income.
Lebanon is characterized by a dual social structure, with a very wealthy group at the top, whose income levels are comparable to those of individuals in high-income countries, and a significantly poorer mass of the population, as seen in many developing countries. This polarized structure reflects the absence of a broad "middle class." While the middle 40% receives more than the share allocated to the top 10% in Western Europe, and slightly less than in the United States, it still has far less income than the top 10% in Lebanon—between 20 and 30 percentage points less. The wealthiest individuals have captured most of the income growth since 2005: the top 10% saw their income increase by 5 to 15%, while the bottom 50% experienced a 15% decrease, and the poorest 10% saw a quarter of their income decline.
Between 2005 and 2016, the wealth of Lebanese billionaires represented, on average, 20% of national income, compared to 2% in China, 5% in France, and 10% in the United States.

## Paraíso fiscal
Em 2018, o Líbano ocupou a 11ª posição no Índice de Sigilo Financeiro, já em 2022, o país ocupou a 77ª posição. O país possui uma forte tradição de sigilo bancário, mas tomou medidas para combater a lavagem de dinheiro e a evasão fiscal nos últimos anos. A partir de janeiro de 2019, o sigilo bancário se aplica a cidadãos libaneses residentes no Líbano, mas não se aplica a cidadãos e residentes fiscais dos Estados Unidos, devido à introdução do acordo FATCA.
Ali Hassan Khalil [en], Ministro das Finanças, confirmou que o projeto de orçamento de 2019 apresentou um déficit inferior a 9% do PIB, em comparação com 11,2% em 2018. Khalil também afirmou que a previsão de crescimento econômico de 1,5% poderia aumentar para 2% em 2019.

## Investimento estrangeiro
Há poucas restrições ao investimento estrangeiro, exceto para cidadãos e entidades israelenses. Não existem sanções comerciais dos EUA contra o Líbano como um todo, embora o Hezbollah e indivíduos associados a ele tenham sido alvo de sanções por parte do governo americano. A propriedade estrangeira de imóveis é legal sob certas condições.
De acordo com um relatório do The Wall Street Journal, “o Líbano tem uma das maiores taxas de dívida pública em relação ao produto interno bruto do mundo, que ultrapassou os 150% à medida que o país assumiu mais dívidas para cobrir déficits orçamentários”. Em janeiro de 2019, para impulsionar a economia e ajudar o país a superar suas dívidas, o Catar se comprometeu a comprar títulos do governo no valor de US$ 500 milhões. Em junho de 2019, a Bloomberg informou que o Catar já havia adquirido alguns dos títulos e planejava concluir o restante do investimento em breve.

### Remessas
O Líbano se beneficia de uma diáspora [en] grande, coesa e empreendedora. Ao longo do tempo, a emigração gerou “redes comerciais” libanesas em todo o mundo. Em 2009, as remessas enviadas por libaneses no exterior para familiares no país totalizaram US$ 8,2 bilhões e foi responsável por um quinto da economia do país. Nassib Ghobril, chefe de pesquisa e análise do Byblos Bank, calcula que os libaneses no exterior enviam, em média, US$ 1.400 por pessoa a cada ano.

## Reformas

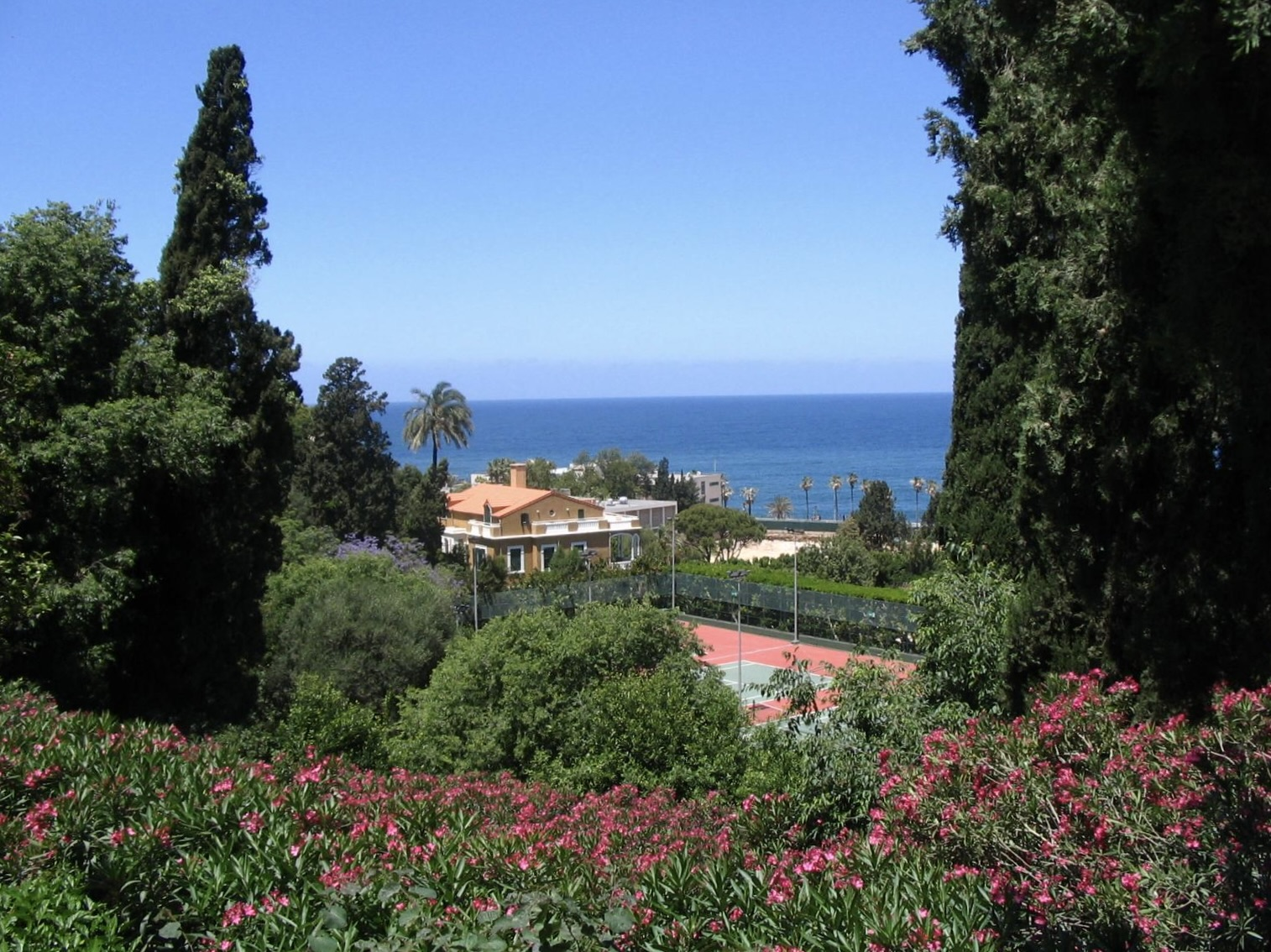
O Líbano sempre esteve sujeito a constantes desafios políticos e sociais devido à sua localização entre o Oriente e o Ocidente.

A explosão de 4 de agosto de 2020 prejudicou ainda mais a economia, que já estava fragilizada, ao interromper e paralisar temporariamente as áreas mais movimentadas de Beirute, incluindo as empresas localizadas no centro da cidade, a atividade comercial do porto, além de restaurantes, lojas e a vida noturna, especialmente nas regiões de Mar Mikhael e Gemmayzeh. Foi então o estopim para o início da reforma chamada 3RF (Reform, recovery and reconstruction framework - Estrutura de reforma, recuperação e reconstrução), proposta pelo Banco Mundial, União Europeia e Nações Unidas, em conjunto com o governo libanês e organizações da sociedade civil.
A 3RF se baseia em quatros pilares estratégicos:
1. Melhoria da governança e da contabilidade: Promover a governança transparente, responsável e inclusiva dos recursos econômicos e sociais do Líbano;
2. Empregos e oportunidades econômicas: Restaurar as oportunidades econômicas e os meios de subsistência no prazo imediato e renovar a atividade comercial no curto prazo;
3. Proteção Social, Inclusão e Cultura: Promover o bem-estar, a dignidade e a segurança das pessoas;
4. Melhoria dos serviços e da infraestrutura: Restaurar e fortalecer os serviços essenciais e reabilitar a infraestrutura básica.

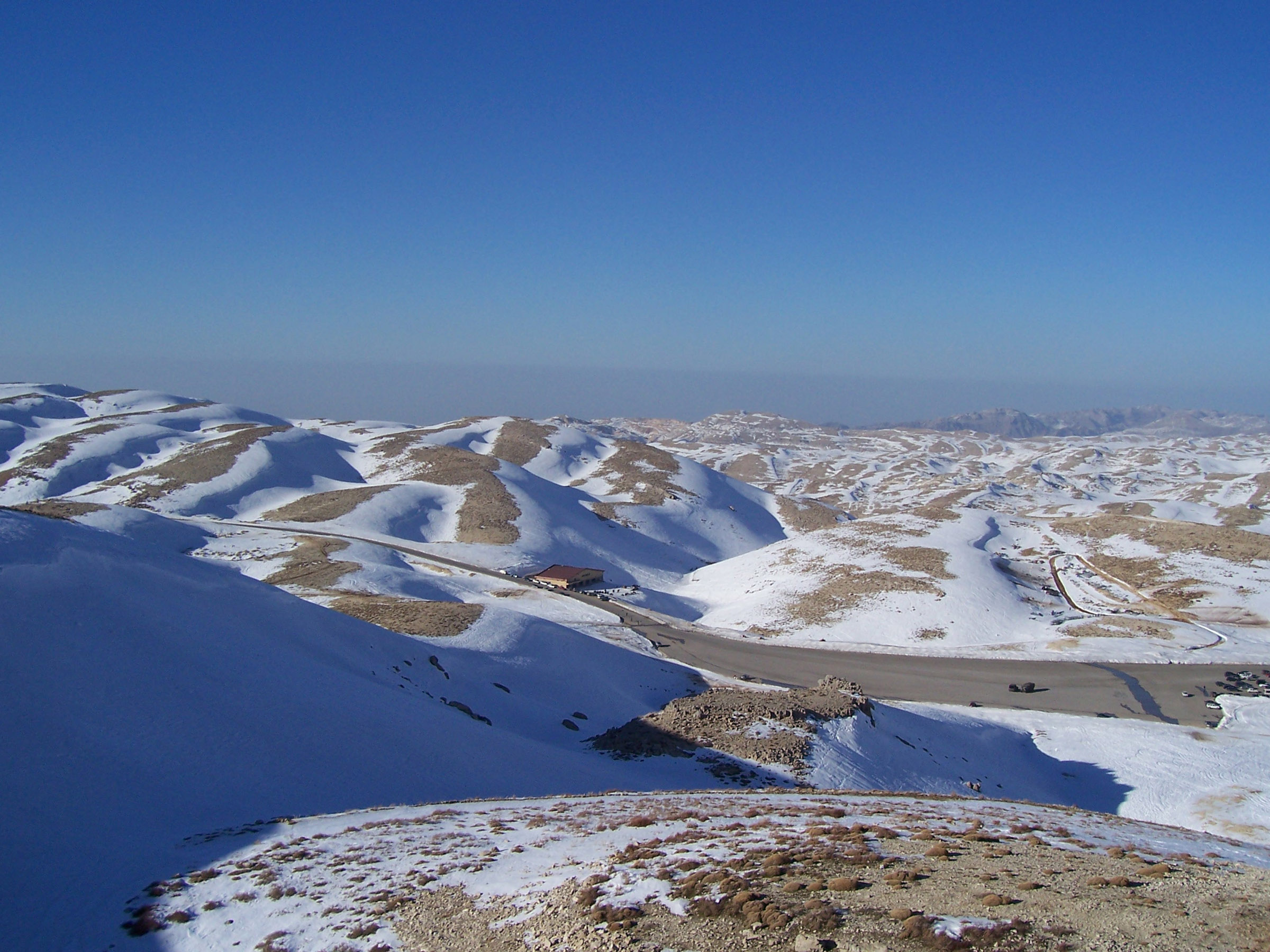
Faraya, na província do Monte Líbano. A economia libanesa depende do seu sector turístico durante todas as estações do ano. Os turistas da Europa, do CCG e dos países árabes visitam o Líbano por várias razões.

Há também quatro critérios de priorização das atividades e ações a serem realizadas, com base em quatro parâmetros:
1. Centrado nas pessoas, atendendo às necessidades e dando voz a indivíduos e grupos vulneráveis, inclusive mulheres e famílias pobres;
2. Coerência e integração, aproveitando as iniciativas em andamento dos agentes humanitários, da sociedade civil e dos esforços das próprias pessoas, e demonstrando coordenação e vínculos com os processos existentes;
3. Ganhos rápidos, ações prontas para serem implementadas e que devem ter resultados tangíveis antes de 31 de dezembro de 2021;
4. Confiança e engajamento das pessoas, apoio que ajuda a moldar um novo contrato social entre os cidadãos e o Estado e promove o engajamento da sociedade civil.

De forma a garantir os sustento das populações mais vulneráveis e vítimas diretas da explosão, duas fases são criadas para orientar a aplicação dos recursos do programa. A primeira fase se concentra em populações vulneráveis, suas necessidades imediatas e pequenas empresas afetadas pela explosão de Beirute; a segunda fase supervisiona as reformas de governança e os desafios de reconstrução, incluindo a mobilização de longo prazo de apoio internacional. São necessários US$ 584,17 milhões para atender às necessidades da Fase 1, que se concentram em uma recuperação centrada nas pessoas, enquanto mais de US$ 2 bilhões são necessários para reformas e reconstrução. Na Fase 1, US$ 306 milhões são destinados à melhoria dos serviços e da infraestrutura, e cerca de US$ 178,8 milhões para proteção social, inclusão e cultura. Já na Fase 2, mais de US$ 1,01 bilhão é direcionado para proteção social, inclusão e cultura, seguido por mais de US$ 781,88 milhões alocados para a melhoria dos serviços e da infraestrutura.

A Fase 1 foi concluída em junho de 2022. Em resposta ao andamento da reforma, as Nações Unidas afirmam:
Atualmente, o 3RF vai além do impacto da explosão no Porto de Beirute, concentrando-se no diálogo político inclusivo, na implementação de reformas e na reconstrução de longo prazo de ativos, serviços e infraestrutura essenciais, promovendo uma recuperação econômica sustentável em todo o Líbano. O governo do Líbano assumiu o compromisso com as prioridades do 3RF e desempenha um papel fundamental na aprovação e implementação das reformas urgentes. Além disso, as organizações da sociedade civil contribuem com sua experiência e acompanham de perto o progresso. A comunidade internacional apoia com sua experiência e, possivelmente, com financiamento também por meio da priorização de suas intervenções. A convocação de toda a gama de partes interessadas reúne todos os recursos necessários para possibilitar o progresso, inclusive nas ações prévias listadas no Acordo de Nível de Equipe com o Fundo Monetário Internacional, que estão totalmente alinhadas com o 3RF.

## Tendência macroeconômica
A tabela a seguir apresenta os principais indicadores econômicos de 1986 a 2020. A inflação abaixo de 5% é destacada em verde. A taxa de desemprego anual foi extraída do Banco Mundial, embora o Fundo Monetário Internacional não a considere confiável.
| Ano  | PIB (PPC, em bilhões de dólares - US$) | PIB per capita (PPC, em bilhões de dólares - US$) | PIB (nominal, em bilhões de dólares - US$) | PIB per capita (nominal, em bilhões de dólares - US$) | Crescimento PIB (real, anual) | Índice de Inflação (preços médios ao consumidor, em porcentagem | Taxa de Desemprego (em porcentagem) | Dívida Pública (em % do PIB) |
| ---- | -------------------------------------- | ------------------------------------------------- | ------------------------------------------ | ----------------------------------------------------- | ----------------------------- | --------------------------------------------------------------- | ----------------------------------- | ---------------------------- |
| 1980 | 16.4                                   | 6.344,9                                           | 4,0                                        | 1.552,3                                               | 1,5%                          | 23.9%                                                           | sem dados                           | sem dados                    |
| 1981 | 18.1                                   | 6.968,9                                           | 3,8                                        | 1.480,7                                               | 0,6%                          | 19.3%                                                           | sem dados                           | sem dados                    |
| 1982 | 12.1                                   | 4.656,0                                           | 2,6                                        | 1.005,3                                               | -36,8%                        | 18.6%                                                           | sem dados                           | sem dados                    |
| 1983 | 15.5                                   | 5.901,1                                           | 3,6                                        | 1.376,8                                               | 22,7%                         | 7.2%                                                            | sem dados                           | sem dados                    |
| 1984 | 23.2                                   | 8.780,0                                           | 4,3                                        | 1.617,7                                               | 44,5%                         | 17.6%                                                           | sem dados                           | sem dados                    |
| 1985 | 29.7                                   | 11.199,5                                          | 3,6                                        | 1.344,1                                               | 24,3%                         | 69.4%                                                           | sem dados                           | sem dados                    |
| 1986 | 28.2                                   | 10.615,6                                          | 2,8                                        | 1.044,3                                               | -6,8%                         | 95.4%                                                           | sem dados                           | sem dados                    |
| 1987 | 33.8                                   | 12.664,3                                          | 3,3                                        | 1.219,4                                               | 16,7%                         | 487.2%                                                          | sem dados                           | sem dados                    |
| 1988 | 25.1                                   | 9.353,8                                           | 3,3                                        | 1.217,4                                               | -28,2%                        | 155.0%                                                          | sem dados                           | sem dados                    |
| 1989 | 15.1                                   | 5.532,9                                           | 2,7                                        | 983,3                                                 | -42,2%                        | 72.2%                                                           | sem dados                           | sem dados                    |
| 1990 | 13.5                                   | 4.833,8                                           | 2,8                                        | 998,9                                                 | -13,4%                        | 68.9%                                                           | sem dados                           | sem dados                    |
| 1991 | 19.4                                   | 6.625,7                                           | 4,4                                        | 1.502,9                                               | 38,2%                         | 50.1%                                                           | 8,4%                                | sem dados                    |
| 1992 | 20.7                                   | 6.725,8                                           | 5,5                                        | 1.778,3                                               | 4,5%                          | 99.8%                                                           | 8,4%                                | sem dados                    |
| 1993 | 22.7                                   | 6.981,3                                           | 7,4                                        | 2.289,6                                               | 7,0%                          | 24.7%                                                           | 8,4%                                | sem dados                    |
| 1994 | 25.0                                   | 7.347,1                                           | 9,0                                        | 2.640,2                                               | 8,0%                          | 8.2%                                                            | 8,5%                                | sem dados                    |
| 1995 | 27.2                                   | 7.705,2                                           | 11,0                                       | 3.108,2                                               | 6,5%                          | 10.3%                                                           | 8,5%                                | sem dados                    |
| 1996 | 28.8                                   | 7.977,1                                           | 12,8                                       | 3.550,6                                               | 4,0%                          | 8.9%                                                            | 8,5%                                | sem dados                    |
| 1997 | 32.3                                   | 8.824,8                                           | 15,5                                       | 4.245,1                                               | 10,2%                         | 7.7%                                                            | 8,6%                                | sem dados                    |
| 1998 | 33.9                                   | 9.184,1                                           | 17,1                                       | 4.617,2                                               | 3,9%                          | 4.5%                                                            | 8,5%                                | sem dados                    |
| 1999 | 34.1                                   | 9.105,2                                           | 17,2                                       | 4.580,9                                               | -0,8%                         | 0.2%                                                            | 8,4%                                | sem dados                    |
| 2000 | 35.3                                   | 9.181,2                                           | 17,0                                       | 4.427,2                                               | 1,1%                          | -0.4%                                                           | 8,3%                                | 148,1%                       |
| 2001 | 37.5                                   | 9.391,9                                           | 17,4                                       | 4.348,5                                               | 3,9%                          | -0.4%                                                           | 8,2%                                | 163,1%                       |
| 2002 | 39.4                                   | 9.411,7                                           | 18,8                                       | 4.502,7                                               | 3,4%                          | 1.8%                                                            | 8,1%                                | 163,2%                       |
| 2003 | 40.8                                   | 9.302,0                                           | 19,5                                       | 4.438,9                                               | 1,7%                          | 1.3%                                                            | 8,0%                                | 171,4%                       |
| 2004 | 45.1                                   | 9.861,4                                           | 21,2                                       | 4.629,2                                               | 7,5%                          | 1.7%                                                            | 7,8%                                | 169,6%                       |
| 2005 | 46.8                                   | 9.959,8                                           | 21,5                                       | 4.575,1                                               | 0,7%                          | -1.4%                                                           | 8,3%                                | 178,9%                       |
| 2006 | 49.0                                   | 10.292,6                                          | 22,0                                       | 4.626,8                                               | 1,5%                          | 4.1%                                                            | 8,7%                                | 183,3%                       |
| 2007 | 55.0                                   | 11.536,7                                          | 24,8                                       | 5.207,8                                               | 9,3%                          | 4.1%                                                            | 9,0%                                | 169,3%                       |
| 2008 | 61.1                                   | 12.831,0                                          | 29,1                                       | 6.111,4                                               | 9,1%                          | 10.7%                                                           | 7,7%                                | 161,5%                       |
| 2009 | 67.8                                   | 14.092,0                                          | 35,4                                       | 7.355,0                                               | 10,2%                         | 0.8%                                                            | 6,3%                                | 144,5%                       |
| 2010 | 74.1                                   | 14.963,2                                          | 38,4                                       | 7.761,6                                               | 8,0%                          | 4.0%                                                            | 6,8%                                | 136,8%                       |
| 2011 | 76.3                                   | 14.669,4                                          | 39,9                                       | 7.675,3                                               | 0,9%                          | 5.0%                                                            | 7,4%                                | 134,4%                       |
| 2012 | 82.1                                   | 14.819,5                                          | 44,0                                       | 7.952,1                                               | 2,5%                          | 6.6%                                                            | 7,8%                                | 131,0%                       |
| 2013 | 88.6                                   | 14.976,8                                          | 46,9                                       | 7.933,3                                               | 3,8%                          | 4.8%                                                            | 8,3%                                | 135,3%                       |
| 2014 | 94.1                                   | 15.029,3                                          | 48,1                                       | 7.687,7                                               | 2,5%                          | 1.8%                                                            | 8,8%                                | 138,3%                       |
| 2015 | 98.7                                   | 15.105,9                                          | 50,1                                       | 7.663,9                                               | 0,6%                          | -3.7%                                                           | 9,3%                                | 140,5%                       |
| 2016 | 104.3                                  | 15.535,4                                          | 51,4                                       | 7.653,7                                               | 1,6%                          | -0.8%                                                           | 9,8%                                | 145,7%                       |
| 2017 | 109.4                                  | 16.043,0                                          | 53,3                                       | 7.819,6                                               | 0,8%                          | 4.5%                                                            | 10,3%                               | 149,2%                       |
| 2018 | 110.2                                  | 16.059,2                                          | 55,3                                       | 8.058,5                                               | -1,7%                         | 4.6%                                                            | 10,8%                               | 154,0%                       |
| 2019 | 104.0                                  | 15.164,0                                          | 52,4                                       | 7.639,1                                               | -7,3%                         | 2.9%                                                            | 11,4%                               | 171,1%                       |
| 2020 | 78.9                                   | 11.561,1                                          | 19,0                                       | 2.784,8                                               | -25,0%                        | 84.9%                                                           | 13,3%                               | 150,4%                       |
| 2021 | 59.9                                   | 10.710,0                                          | 19,78                                      | 3.540,0                                               | 2,0%                          | 154,8%                                                          | 12,8%                               | 357,7%                       |
| 2022 | 64.82                                  | 11.810,0                                          | 24,52                                      | 4.470,0                                               | 1,0%                          | 171,2%                                                          | 11,7%                               | 255,2%                       |
| 2023 | 66.68                                  | 12.450,0                                          | 24,02                                      | 4.490,0                                               | -0,7%                         | 221,3%                                                          | 11,7%                               | 195,2%                       |

## Establishment(2025)
A União Europeia estabeleceu que o Líbano deve implementar reformas financeiras significativas e garantir um acordo com o Fundo Monetário Internacional (FMI) antes de receber os 500 milhões de euros restantes de um pacote de ajuda de 1 bilhão de euros previamente prometido. Essa condição foi destacada pela Comissária da UE para o Mediterrâneo, Dubravka Suica, durante sua recente visita ao Líbano, na qual ela ressaltou a necessidade de reestruturar o setor bancário libanês. Apesar de uma minuta de acordo com o FMI em 2022, o Líbano ainda não aprovou as reformas necessárias para acessar o financiamento associado. O governo recém-formado, liderado pelo Ministro das Finanças Yassine Jaber, expressou um compromisso renovado com a reforma econômica e planeja se engajar com o FMI, com uma visita de uma delegação prevista para março para discutir a agenda de reformas do governo.